# Dactyloptena papilio
Dactyloptena papilio är en fiskart som beskrevs av Ogilby, 1910. Dactyloptena papilio ingår i släktet Dactyloptena och familjen Dactylopteridae. Inga underarter finns listade i Catalogue of Life.